# Christian Ingerslev Baastrup
Christian Ingerslev Baastrup, född 24 januari 1885, död 24 oktober 1950, var en dansk radiolog.
Han tog sin medicinexamen 1909 vid Köpenhamns universitet. 1911-1913 arbetade han som assistent vid den radiologiska avdelningen på Rigshospitalet i Köpenhamn. Han hyste ett stort intresse för radiologi och deltog i ett stort antal internationella konferenser i ämnet, han satt dessutom i redaktionen för Acta Radiologica och var en av grundarna av Nordisk förening för Radiologi som bildades 1919. Han var också medlem i tyska Deutsche Röntgengesellschaft och franska Société de Radiologie médicale de France
Han har givit namn åt Baastrups tecken.